# Тимчасова спеціальна комісія Верховної Ради України з питань майбутнього
Тимчасова спеціальна комісія Верховної Ради України з питань майбутнього — комісія, створена Верховною Ради України VIII скликання 22 квітня 2015 року. 
«За» відповідну постанову № 2219 з другої спроби проголосували 228 народних депутатів . 
13 травня 2016 року Комісія з питань майбутнього припинила своє існування.

## Склад
Ініціатором створенням Комісії з питань майбутнього та її головою є народний депутат Олексій Скрипник («Самопоміч»). Його заступником обрали позафракційного народного депутата Сергія Таруту. Також до складу комісії увійшли:
- Віктор Вовк («Радикальна партія Олега Ляшка»);
- Віктор Галасюк («Радикальна партія Олега Ляшка»);
- Вікторія Войціцька («Самопоміч»);
- Олександр Домбровський («Блок Петра Порошенка»);
- Світлана Заліщук («Блок Петра Порошенка»);
- Олексій Мушак («Блок Петра Порошенка»)
- Лілія Гриневич («Народний фронт»);
- Георгій Логвинський («Народний фронт»);
- Іван Кириленко (ВО «Батьківщина»).

Усього Комісія з питань майбутнього налічує 11 членів — депутатів-представників усіх фракцій коаліції. Згідно з документом, термін її діяльності становить 1 рік. За результатами своєї роботи Комісія кожні 6 місяців готує звіт та оголошує його на засіданні парламенту .

## Завдання
Згідно з Постановою, Комісію з питань майбутнього було створено «з метою вироблення та сприяння реалізації стратегії інноваційного розвитку України на основі державних та суспільних пріоритетів з урахуванням досягнень науки і техніки, оцінки їх впливу на гармонійний розвиток держави» .
У документі також йдеться, що діяльність Комісії спрямовується на:
1. визначення напрямів та пріоритетів науково-технічного та інноваційного розвитку держави;
2. опрацювання моделей майбутнього розвитку, обґрунтування загальнодержавних (національних) і регіональних програм та прогнозів їх реалізації;
3. підготовку питань щодо стратегічного бачення розвитку України, а також щодо найбільш актуальних проблем держави і можливих шляхів їх вирішення;
4. комунікацію з Комітетами Верховної Ради України щодо тих питань стратегічного розвитку України, які входять до сфери їхньої діяльності;
5. залучення до дискусії щодо напрямків, методів та інструментів стратегічного розвитку держави науковців, представників вищих навчальних закладів, фахівців у сфері адміністративного управління, колишніх та теперішніх працівників органів державної влади, представників неурядових громадських організацій, засобів масової інформації та підприємців;
6. підтримання зв'язків з парламентами, науковими організаціями та вченими інших держав щодо стратегічного розвитку на регіональному та світовому рівні.

За словами голови Комісії з питань майбутнього Олексія Скрипника :
|  | «Ідея комісії — аналіз трендів розвитку людства і місце України в цих процесах. Ми не ворожимо на кавовій гущі, не займаємося передбаченнями, знаємо, що таке «чорний лебідь» і «антикрихкість». І хочемо знаходити ті ключові моменти, в яких можна поліпшити майбутнє країни. Визначити тенденції і давати суспільству поради без політичного забарвлення. Також ми хочемо змінити освіту так, щоб зробити українців цінними кадрами, а не дешевою робочою силою. Окремо — біотехнології. Я щиро вірю в те, що це століття буде присвячене біотеху. За цим напрямком майбутнє. Тому, що IT-сфера вже насичена і технології стають інструментом, а не самоціллю. Біотех — це їжа, екологія, електроенергія, довголіття. У кращому становищі будуть країни, де ці технології будуть розвинені. З'являється все більше людей, які стурбовані не грошима, а самовдосконаленням. Я впевнений, що років через 10-15, людей буде хвилювати не новий автомобіль або смартфон, а здорова печінка, нирки або шкіра. Ми не повинні відставати від нових тенденцій. Світ змінюється. Якщо ми не почнемо розвиватися в цьому напрямку, то залишимося країною з коксохімічними заводами, на які іноземці будуть їздити в екстрим-тури». |

## Конференції
Парламентська Комісія з питань майбутнього  спільно з громадськими об’єднаннями Громадянська Платформа «Нова Країна» та Ініціатива «21 листопада» ініціювали серію стратегічних обговорень на важливі теми: цінності та модернізація, людський капітал, економіка та інфраструктура майбутнього, Україна в системі європейської та світової безпеки. 
17 вересня 2015 року відбувся перший захід із чотирьох запланованих. Обговоренням «Цінності та модернізація» почалась серія конференцій «Україна майбутнього». Близько 300 економістів, філософів та громадських діячів зібралися, щоб визначитись з тим, що є насправді українською системою цінностей, без якої неможлива модернізація нашої країни . Серед спікерів — Валерій Пекар, Йосип Зісельс, Андрій Длігач, Олександр Пасхавер, Сергій Кошман та ін. 
4 листопада відбулася друга конференція на тему: «Економіка України. Шлях від процвітання до занепаду». 
24 листопада 2015 року  відбулася третя конференція на тему: «Україна майбутнього. Людський капітал»
9 грудня 2015 р. - четверта конференція на тему: «Україна в системі світової безпеки».
Серія дискусій, до якої залучили провідних вітчизняних та закордонних експертів, мала на меті окреслити стратегію перетворення України на інвестиційно привабливу і технологічно розвинену державу, а також сформувати пул реформ, які необхідно здійснити для досягнення цієї мети.

## Парламентські слухання
13 квітня 2016 року відбулися слухання Комісії Верховної Ради України з питань майбутнього на тему: «Прогнозування розвитку України».  Мета слухань – аналіз сучасного стану справ середньострокового (до 5 років) та довгострокового (більше 5 років) прогнозування в органах державної влади України .
У заході взяли участь народні депутати України, заступники Міністрів, голови й заступники всіх обласних держадміністрацій і обласних рад України та представники громадянського суспільства, зокрема:
- Біденко Артем – заступник Міністра інформаційної політики України;
- Галасюк Віктор – народний депутат України («Радикальна партія Олега Ляшка»), голова Комітету ВРУ з питань промислової політики та підприємництва, член Комісії з питань майбутнього ВРУ;
- Гриневич Лілія – народний депутат України («Народний Фронт»), голова Комітету ВРУ з питань науки та освіти, член Комісії з питань майбутнього ВРУ;
- Длігач Андрій – громадський діяч, співзасновник Громадянської Платформи «Нова країна»;
- Ковалів Юлія – перший заступник Міністра економічного розвитку і торгівлі України;
- Ковальова Олена – заступник Міністра аграрної політики й продовольства України;
- Мовчан Микола – заступник Міністра молоді та спорту України з питань європейської інтеграції;
- Мушак Олексій – народний депутат України («Блок Петра Порошенка»), член Комісії з питань майбутнього;
- Павленко Олександра – перший заступник Міністра охорони здоров’я України;
- Пекар Валерій – громадський діяч, співзасновник Громадянської Платформи «Нова країна»;
- Рохов Руслан – громадський активіст, помічник міського голови Миколаєва з питань розвитку міста, засновник та керівник «Школи Мерів»;
- Скрипник Олексій – народний депутат України («Самопоміч»), голова Комісії з питань майбутнього ВРУ, заступник голови Комітету з питань науки та освіти;
- Стріха Максим – заступник Міністра освіти і науки України;
- Шевченко Василь – перший заступник Міністра соціальної політики України.

## Історія створення в Україні
Створення Комісії з питань майбутнього — не українське ноу-хау. Комісії майбутнього діють у більшості парламентів  держав Європейського Союзу і спрямовують вектор розвитку своїх країн з урахуванням нових досягнень науки. Така форма діяльності ще у 90-х роках була започаткована і у Верховній Раді України.  Ініціатором виступив академік В.Ю. Сторіжко, який тоді був Головою комісії з питань науки та народної освіти. Робота проводилася у тісній співпраці з Парламентом Великої Британії. Розроблено спеціальну програму технологічного прогнозування (форсайт). Для її реалізації в Інституті  економіки НАН України було створено спеціальний відділ з прогнозування, а в Київському політехнічному інституті — підрозділ з питань передбачення.  
За досвідом прогнозної діяльності Комісії майбутнього парламенту Фінляндії у Верховній Раді IV скликання було створено Тимчасову Комісію з питань майбутнього, яку очолив   академік Юхновський І.Р. До складу Комісії  увійшло 11 народних депутатів . Комісією підготовлено Стратегію розвитку України, яка була схвалена Верховної Радою України. Утім, в подальшому діяльність Комісії не отримала належної підтримки в парламенті України. 
У 2013 році народний депутат від «Батьківщини» Лілія Гриневич ініціювала створення Комісії з питань майбутнього при ВРУ , але цю ініціативу депутатати VII скликання не підтримали.

## Міжнародні аналоги
Практично всі розвинені країни світу розробляють довгострокові стратегії розвитку. На їх основі формуються національні інноваційні системи, формуються моделі розвитку світу. В одних державах форсайт застосовується переважно у сфері оборони, прогнозування розвитку технологій і виявлення нових ризиків. В інших — вийшов за дані рамки, поширився на всі сфери суспільного життя і проник у процес прийняття стратегічних рішень. Такими країнами є Велика Британія та Фінляндія. 

### Велика Британія
У Великій Британії коріння форсайт-програми сягають у 1960-ті рр., коли зосередження на науці і технологіях поставило на порядок денний проблему інновацій. Виникнення інформаційних технологій і необхідність збільшення інвестицій у НДДКР змусило політиків робити вибір між конкуруючими продуктами і встановлювати вірні пріоритети у світлі економічних потреб країни. У 1994 р. було створено Форсайт-програму Великої Британії. У 2002 р. сфера її вивчення вийшла за рамки науки і технологій, почали розглядатися проекти, в яких технології тягнуть за собою можливості розв’язання соціальних, екологічних та інших проблем.
У 2004 р. почав працювати Центр сканування горизонту Великої Британії, метою якого було «зробити прямий внесок у встановлення пріоритетів уряду і формування стратегії, покращуючи здатність уряду відповідати на міждисциплінарні та міжвідомчі виклики». Нині безліч департаментів мають свої форсайт-програми, а деякі включили сканування горизонту — Міністерство оборони, Департамент екології, продовольства і сільських справ, Департамент здоров'я, Національна служба охорони здоров'я та Департамент бізнесу, підприємництва та регуляторних реформ. Вимогою уряду є використання сканування горизонтів усіма департаментами.
Національна форсайт-програма Великої Британії складається з трьох окремих програм, або елементів: сканування горизонтів, проектів майбутнього, громадських програм та вийшла за межі науки і технології і в даний час забезпечує уряд інформацією у всіх стратегічних питаннях політики .
Парламентське Управління з науки і техніки Великої Британії (Parliamentary office of Science and Technology UK ) є джерелом наукових консультацій Парламенту. Управління підзвітне двом палатам Парламенту. За роботою Управління спостерігають депутати та зовнішні експерти.
Парламентське Управління з науки і техніки забезпечує низку ключових послуг в парламенті:
- Консультації. Проводить консультації щодо питань державної політики у сфері науки та техніки.
- Аналіз. Надає неупереджені висновки щодо академічних та інших досліджень, які використовуються для парламентської роботи.
- Взаємозв’язок. Щороку проводить низку заходів, які об'єднують парламентаріїв провідних фахівців з науково-дослідного співтовариства та інших секторів.
- Ідентифікує тенденції в галузі науки, техніки, суспільства і політики та аналізує їх наслідки для парламенту.
- Професійний розвиток. Працює з людьми в парламенті, які прагнуть розвивати свої навички у використанні наукових даних, а також з членами наукового співтовариства, які прагнуть дізнатися більше про політику в цілому і парламент зокрема.

Парламентське Управління з науки і техніки має постійний штат, який складається з 11 представників: Директора, восьми наукових радників і двох адміністративних працівників.

### Фінляндія
Форсайт-система Фінляндії складається з таких елементів:
1) форсайт-звіт уряду;
2) державна форсайт-мережа;
3) парламентський Комітет Фінляндії з майбутнього;
4) форсайт-мережа SITRA;
5) фінське співтовариство майбутнього.
Стратегічна форсайт-система Фінляндії складається з трьох основних груп функцій: парламенту, уряду і співтовариства футурологів за межами уряду.
Парламентський Комітет Фінляндії з майбутнього (The Finnish Committee for the Future ) заснований у 1993 р. як тимчасовий, а з 2000 р. працює на постійній основі. На відміну від інших 16 парламентських комітетів, Комітет із майбутнього не володіє законодавчою ініціативою і не має права накладати обмежувальні резолюції на законодавчі пропозиції уряду. У його повноваження входить ініціювання вивчення багатьох тем майбутнього, їх обговорення на парламентських сесіях, організація семінарів для парламентарів, активна співпраця зі ЗМІ.
Замовляючи звіти у незалежних дослідницьких центрах, члени комітету беруть участь у роботі груп кожного форсайт-проекту, іноді їх участь розширюється до написання окремих глав звітів. Таким чином, забезпечується неупередженість та відсутність політичного впливу, оскільки при обговоренні тем Комітет із майбутнього використовує наукові, а не політичні аргументи. Наявність такого парламентського комітету з повноваженнями проведення форсайт-досліджень є унікальною у світі.
Метою діяльності Комітету є генерування активного та ініціативного діалогу Парламенту з Урядом щодо серйозних проблем майбутнього Фінляндії і засобів їх розв’язання.
Комітет проводить дослідження щодо майбутнього, пропонує різні варіанти, підкреслює небезпеку і будує сценарії, використовуючи методи майбутніх досліджень.
Для обґрунтування оцінки соціальних наслідків від технологічного розвитку Комітет доручає проведення відповідних досліджень науково-дослідницьким закладам. Для цього у розпорядженні Комітету є певний річний бюджет, за рахунок чого здійснюється оплата витрат на дослідницьку діяльність, ініціатором якої виступає сам Комітет. За результатами досліджень Комітет опубліковує звіт щодо оцінки впливу технологій на розвиток суспільства.
Комітет має 17 членів, усі вони є членами парламенту і представляють різні політичні партії.
Функції Комітету з питань майбутнього:
- Підготовка парламентських документів у межах власної компетенції, таких як реакція парламенту на доповідь Уряду про перспективи розвитку країни.
- Підготовка відповідей на запити інших парламентських комітетів з питань, які стосуються майбутнього.
- Обговорення питань, які стосуються факторів і моделей розвитку майбутнього.
- Проведення аналізу досліджень щодо майбутнього (футуристичних досліджень), у тому числі методології таких досліджень.
- Виступає парламентським органом, відповідальним за оцінку технологічного розвитку та його наслідків для суспільства .

### Канада
Генеральний Комісар Канади з навколишнього середовища і сталого розвитку (Canada’s Commissioner of the Environment and Sustainable Development ) забезпечує об'єктивний, незалежний аналіз та рекомендації щодо діяльності федерального уряду щодо захисту навколишнього середовища та сприяння сталому розвитку. 
Функції Комісара:
- проводить аудити ефективності федеральних програм, пов'язаних з навколишнім
- середовищем і сталим розвитком;
- відповідає за реалізацію стратегій сталого розвитку федеральних відомств і їхній внесок
- у сталий розвиток Канади.

### Швеція
Комітет для майбутнього Швеції (Commission on the Future Sweden ) функціонує як парламентський орган, що визначає напрямки технологічного розвитку держави та його соціальні наслідки, опрацьовує питання щодо факторів та моделей майбутнього розвитку, проводить аналіз державних програм і програми уряду, створює спільні ради парламентарів і вчених та, що найголовніше, підтримує тісні контакти з парламентами, науковими і виробничими, політичними і громадськими організаціями країн світу та опрацьовує інформацію.